# Blåbärsmalmätare
Blåbärsmalmätare (Pasiphila debiliata) är en fjärilsart som först beskrevs av Jacob Hübner 1817.  Blåbärsmalmätare ingår i släktet Pasiphila, och familjen mätare. Arten är reproducerande i Sverige.

## Bildgalleri

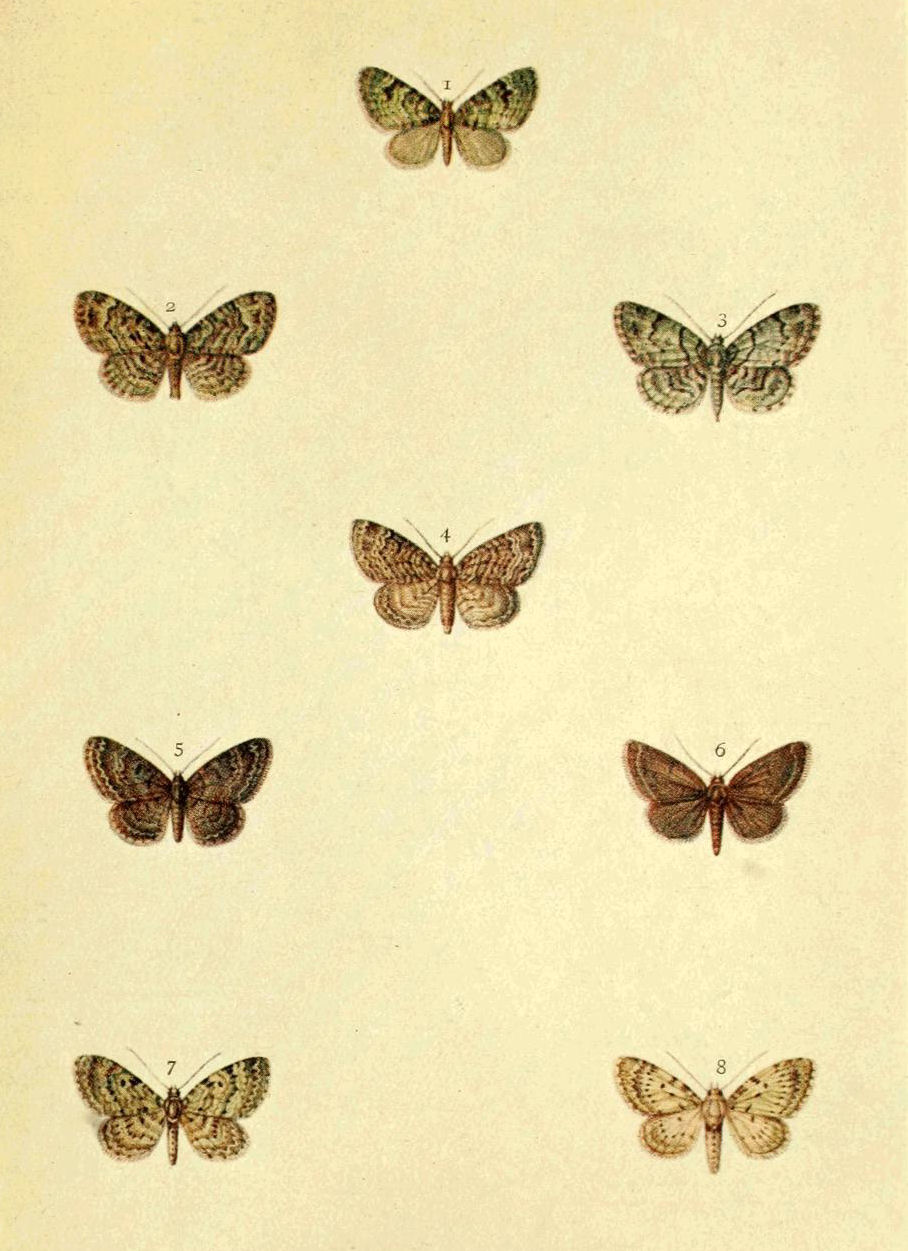
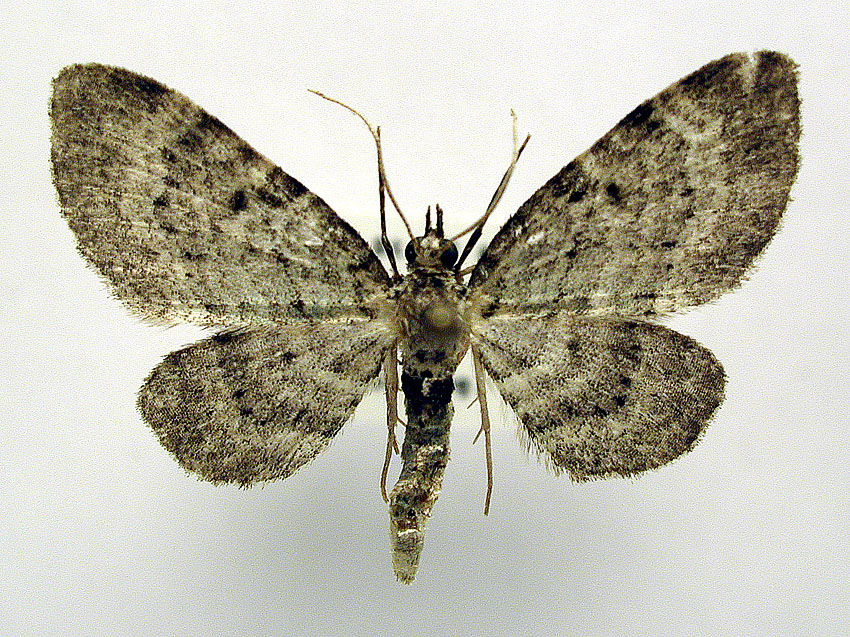